# Schokland
Schokland je bivši otok u nizozemskom plitkom zaljevu Zuiderzee koji je 1942. godine postao polderom Noordoostpolder u nizozemskom isušivanju mora. Ostaci otoka su još uvijek vidljivi kao uzvišenje okruženo nasipnim zidom Middelbuurt.
Schokland je izvorno bio poluotok koji je tijekom srednjeg vijeka postao atraktivno naselje. Uglavnom je bio prekriven naseljima, grobljima, terpovima (vještačkim humcima na kojima su bila sela), nasipima, branama i sustavom parcela. Najstarija naselja na Schoklandu potječu iz paleolitika, a početkom 13. stoljeća je zahvaljujući pomorskom položaju postao važno središte pomorske trgovine i ribarstva.
Postupnim podizanjem mora do 15. stoljeća Schokland je postao otokom. Mnogi nasipi oko Schoklanda pokazuju kako je tijekom tog razdoblja, ali i sljedećim stoljećima, otok gubio bitku protiv nadirućeg mora, uglavnom za vrijeme snažnih oluja. Naposljetku se otok nije sam mogao boriti protiv mora i dobio je podršku od vijeća Overijssela. God 1710. Holland i Friesland su dodatno sufinancirali otočane, uglavnom zbog važnosti svjetionika Zuidpunta za njihove trgovačke putove. Od 19. stoljeća otok je bivao sve češće ugrožen poplavama. Do tada stanovnici Schoklanda su se povukli u tri viša naselja, Emmeloord, Molenbuurt, i Middelbuurt. God. 1825., velika poplava je uništila većinu otoka, a 1859. godine nizozemska vlada je odlučila okončati naselja na Schoklandu, te su ukinuli općinu i pripojili je Kampenu na kopnu.
Nakon što je isušivanjem mora Zuider Zee nastao polder Noordoostpolder, Schokland je postao popularni arheološki lokalitet i ustanovljen je Muzej Schokland, a 1995. godine otok je postao prvom svjetskom baštinom u Nizozemskoj kao "primjer naselja koje datira još od prapovijesti i svjedoči o nizozemskoj herojskoj borbi protiv prijetnje mora".

## Galerija
- Crkva i muzej iznad bivšeg morskog zida
- Bivše groblje
- Bivša izbjeglička luka
- Ostaci rimokatoličke Crkve Ensa iz 14. st.

## Vanjske poveznice
- Schokland

### Ostali projekti
|  | Zajednički poslužitelj ima još gradiva o temi Schokland |